# 세우타 국경철책

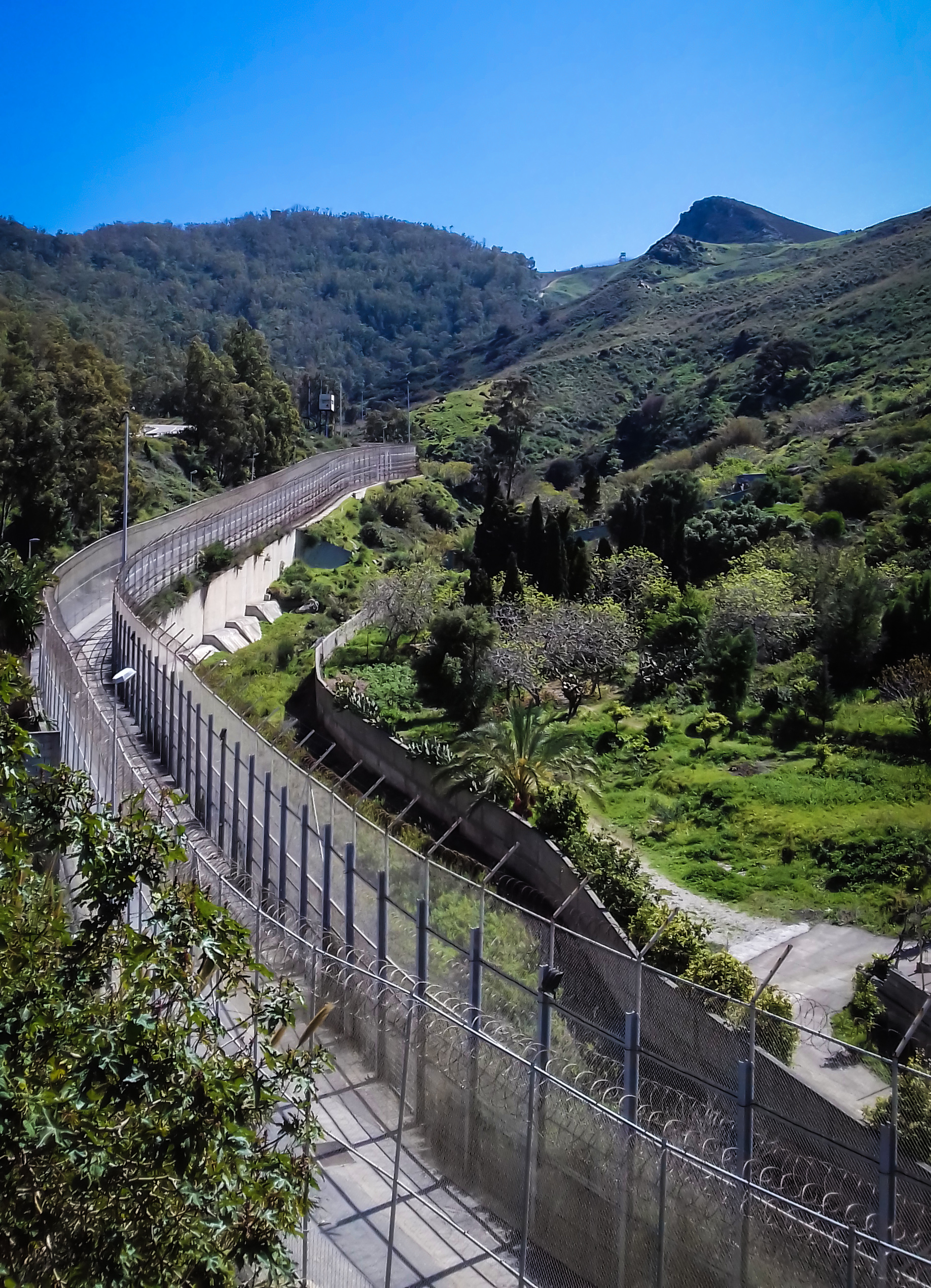
세우타 쪽에서 본 철책

세우타 국경철책(Ceuta border fence)은 모로코-에스파냐 국경 도시인 세우타에 세워진 장벽이다.
세우타는 에스파냐에게 유일하게 남은 아프리카 교두보 지역이다. 또한 에스파냐는 유럽연합 가맹국이기 때문에, 세우타는 유럽연합이 아프리카와 유일하게 직접 국경을 맞대고 있는 지역이기도 하다. 이런 이유로 여기를 통해 유럽으로 건너가려는 밀입국자 및 밀수범들이 횡행한다. 이에 따라 에스파냐는 밀입국과 밀수 단속을 이유로 장벽을 세웠다. 한편 모로코는 세우타에 대한 에스파냐의 주권을 인정하지 않고 세우타 반환을 요구하기 때문에 이 장벽의 건설에도 비판적이었다.
장벽은 높이 6 미터의 유자철선 철책을 이중으로 쌓은 형태고, 두 철책 사이로 경찰경비대나 구급반이 움직일 수 있는 통로가 있다. 지하에는 센서가 매설되어 소음이나 운동을 감지할 경우 스포트라이트를 작동시킨다. 해안 쪽에서는 십수 척의 함정이 경비를 돌고, 에스파냐 국가헌병대 장교 621명과 경찰관 548명이 상주하고 있다.

## 같이 보기
- 세우타